# Javier de Andrés
Javier de Andrés Guerra (Vitoria, 3 de octubre de 1967) es un periodista y político español del Partido Popular del País Vasco, Diputado General de Álava entre 2011 y 2015. Desde diciembre de 2016 hasta el 18 de junio de 2018 fue el Delegado del Gobierno de España en el País Vasco. Fue candidato a lendakari por el Partido Popular del País Vasco en las elecciones al Parlamento Vasco de 2024, así como diputado en las Cortes Generales por Álava entre agosto de 2023 y marzo de 2024.

## Biografía
Javier de Andrés nació en Vitoria en 1967. Es licenciado en Ciencias de la Información y máster en Hacienda y Finanzas Públicas por la Universidad del País Vasco. Está casado con Maria Loinaz Mendiguren y tiene tres hijos.
Periodista de profesión, su incorporación a la actividad institucional   llegó como director de Comunicación de la Diputación Foral de Álava en 1999. Ha sido candidato a la presidencia de la Diputación Foral de Álava en tres ocasiones 2007, 2011 y 2015, logrando sumar el mayor número de votos en las tres convocatorias a las elecciones forales. Sin embargo, los pactos alternativos hicieron que solo gobernara en la legislatura 2011-2015 
En 2015 fue de nuevo candidato a diputado general en la elecciones forales del 24 de mayo. A pesar de haber sido el PP el partido más votado, logró un procurador menos que el PNV y perdió la diputación alavesa en favor de Ramiro González Vicente.
El 30 de diciembre de 2016 se anunció su nombramiento como delegado del Gobierno de España en el País Vasco en sustitución de Carlos Urquijo. Tras este hecho abandonó sus escaños tanto en las Juntas Generales de Álava como en el Parlamento Vasco, así como la presidencia del PP de Álava
En 2018 retornó a la actividad profesional como periodista. Publica artículos de opinión en El Correo, Crónica Vasca, El Confidencial y El Español, también participa como tertuliano en los medios radiofónicos de EITB. A su vez, trabaja como realizador de audiovisuales, entre los que destaca el documental internacional United By The Wind, relativo a la energía eólica en el Mar del Norte.
En 2023 retorna a la actividad política como presidente del Partido Popular del País Vasco. Javier de Andrés fue elegido nuevo presidente del PP vasco con el respaldo del 97,39% de los afiliados en el congreso del partido vasco, para relevar a Carlos Iturgaiz como máximo responsable del Partido Popular en Euskadi.
Ha sido propuesto como candidato a lendakari del Gobierno Vasco para las elecciones al Parlamento Vasco de 2024 por el Partido Popular.

## Trayectoria política
- Jefe de Prensa del PP de Álava (1995-1999)
- Procurador en las Juntas Generales de Álava (2007-2016)
- Director de Juventud (1999-2000), Comunicación (2000-2003) y Gabinete (2003-2004) en la Diputación Foral de Álava
- Diputado foral de Obras Públicas (2004-2007)
- Portavoz del PP en las Juntas Generales de Álava (2007-2016)
- Secretario general del Partido Popular de Álava (2008-2015)
- Diputado general de Álava (2011-2015)
- Presidente del Partido Popular de Álava (2015-2017)
- Miembro del Parlamento Vasco (2016)
- Delegado del Gobierno de España en el País Vasco (2016-2018)
- Presidente del Partido Popular del País Vasco (2023)